# 金子保 (教育学者)
金子 保（かねこ たもつ、1931年 - ）は、日本の教育学者。

## 人物・来歴
埼玉県出身。埼玉大学教育学部卒業。同教育心理学研究室助手をへて、大宮市公立小学校教諭。埼玉県教育研究所所員・指導主事。国際学院埼玉短期大学教授等を経て、さいたま市教育相談センター所長。NPO法人教育研究所員。
社会的な仕事として、文部省・文部科学省の中央研修会講師、不登校研修会講師、いじめ研修会講師、不登校対策委員会委員、不登校指導資料作成委員、学習不適応委員会委員、および全国教育研究所連盟相談研究部会長等を歴任。

## 編著書
- 『小学生の心を伸ばす 明日を考えた今日の接し方』 (父母のための家庭教育・教育相談)編著. 日本文化科学社, 1981.11
- 『幼児の心を育てる 明日を考えた今日の接し方』編著. 日本文化科学社, 1981.6
- 『中学生の心をとらえる 明日を考えた今日の接し方』 (父母のための家庭教育・教育相談)編著. 日本文化科学社, 1982.2
- 『担任が行う生徒指導・教育相談 小学校編』編著. 日本文化科学社, 1984.1
- 『担任が行う生徒指導・教育相談 中・高校編』編著. 日本文化科学社, 1984.8
- 『早生まれはソンをする こう育てればもう安心』サンマーク出版, 1985.12
- 『気になる子どもの行動となおし方 幼児教育者のための教育相談新技法』田研出版, 1987.7
- 『担任と親とでなおす登校拒否 登校拒否(不登校)の理解と治療教育相談プログラム』田研出版, 1992.7
- 『幼児の心を育てるには 父母のための家庭教育・教育相談の情報』編著. 調理栄養教育公社, 1997.10
- 『学級崩壊・授業困難はこうして乗りこえる』小学館, 2001.6
- 『親とともに乗りこえる問題行動 幼児期の子育てはこうすれば安心』小学館, 2002.9
- 『幼児の気になる行動解決支援の方法 幼児教育者のための治療教育相談新技法』田研出版, 2003.8
- 『不登校の予防と再登校への支援 効果的な登校刺激の与え方』田研出版, 2003.8
- 『2歳で言葉がない子・増えない子「様子を見る」のは危険です』メタモル出版, 2008.6
- 『6歳までにしておきたい親子体験 小学校に上がってから驚くほど成績に差がつく』メタモル出版, 2009.7
- 『勉強できる子になる魔法の法則。 学力・脳力・得点力全て30% up!』オクムラ書店, 2009.9
- 『うちの子、言葉が遅いかな? どんどん言葉が増えていく遊び方』メタモル出版, 2012.7
- 『成績アップの秘密は、帰宅後5分にあった! 効果が倍増する家庭学習の方法』PHP研究所, 2013.1

共著
- 『発達障害を予防する子どもの育て方 日本の伝統的な育児が発達障害を防ぐ』澤口俊之,片岡直樹共著. メタモル出版, 2010.4